# Przełęcz Sulema
Przełęcz Sulema albo Selim, 2410 m n.p.m. znajduje się w Armenii, na drodze z marzu Wajoc Dzor nad jezioro Sewan. Pod przełęczą znajduje się karawanseraj z 1332 roku.